# NFPA 704
| NFPA 704                         |
| -------------------------------- |
| 1 2 W                            |
| NFPA 704 del Boroidruro di sodio |

L'NFPA 704 o Diamante di Fuoco è uno standard introdotto dalla National Fire Protection Association per identificare in modo rapido ed efficiente la pericolosità delle sostanze chimiche. Questo è utile per determinare quale equipaggiamento deve essere usato o le eventuali precauzioni per il maneggiamento di queste sostanze e l'intervento immediato in caso di incidente.

## Simbologia

Sistema Standard per L'Identificazione dei Pericoli dei Materiali per La Risposta alle Emergenze

Il Diamante è diviso in 4 categorie, solitamente colorate. La prima, di colore blu indica il livello di pericolo per la salute, quello rosso indica il rischio di infiammabilità e il giallo la reattività. Il quarto, che è bianco non è sempre presente perché contiene indicazioni su alcuni materiali particolari, indicandoli come comburenti, radioattivi, corrosivi o reattivi a contatto con l'acqua. Per ognuno di loro, la scala di pericolosità va da 0 a 4, dove 0 è il rischio più basso e 4 quello più elevato.
| Salute (blu)        | Salute (blu) | Infiammabilità (rosso)                                                                          | Infiammabilità (rosso) |
| ------------------- | --- | ----------------------------------------------------------------------------------------------- | --- |
| 4                   | L'esposizione a breve termine provoca danni gravissimi oppure la morte (es., acido cianidrico). | 4                                                                                               | Sostanze che evaporano molto velocemente o sono facilmente disperdibili nell'aria e s'incendiano molto facilmente (es., propano). Punto di infiammabilità inferiore ai 23 °C (73 °F).              |
| 3                   | L'esposizione a breve termine causa seri danni (es., cloro). | 3                                                                                               | Solidi e liquidi infiammabili a temperatura ambiente (es., benzina). Punto di infiammabilità tra 38 °C (100 °F) e 23 °C (73 °F).                                                                   |
| 2                   | L'esposizione prolungata (non cronica) causa effetti dannosi permanenti o incapacità temporanea (es., cloroformio) | 2                                                                                               | Sostanze che, se moderatamente riscaldate o esposte in un ambiente ad alta temperatura possono prendere fuoco (ad esempio cherosene). Punto di infiammabilità tra 38 °C (100 °F) e 93 °C (200 °F). |
| 1                   | L'esposizione causa irritazione ma senza effetti dannosi nel tempo (es., trementina). | 1                                                                                               | Sostanze che hanno bisogno di essere riscaldate prima che s'incendino (es., olio di colza). Punto di infiammabilità superiore a 93 °C (200 °F).                                                    |
| 0                   | Nessun rischio per la salute, nessuna precauzione da adottare. (es., lanolina). | 0                                                                                               | Sostanze ininfiammabili (es., acqua). |
| Reattività (giallo) | Reattività (giallo) | Speciali (bianco) Questo rombo è diverso dagli altri perché non contiene numeri ma dei simboli: | Speciali (bianco) Questo rombo è diverso dagli altri perché non contiene numeri ma dei simboli: |
| 4                   | Molto instabili, sostanze che a condizioni standard (STP) detonano con un minimo apporto di energia (Esplosivi) (es., nitroglicerina, acido picrico)                                                                       | W                                                                                               | Reagisce con l'acqua in modo pericoloso o violento (es., Cesio, sodio) |
| 4                   | Molto instabili, sostanze che a condizioni standard (STP) detonano con un minimo apporto di energia (Esplosivi) (es., nitroglicerina, acido picrico)                                                                       | OXY                                                                                             | Comburente (es., perclorato di potassio, nitrato d'ammonio) |
| 3                   | Instabili, rischio di decomposizione violenta o detonazione solamente se innescate con una forte fonte di energia o confinata. Reagiscono esplosivamente con l'acqua o possono detonare se urtate con forza (es., fluoro). | OXY                                                                                             | Comburente (es., perclorato di potassio, nitrato d'ammonio) |
| 3                   | Instabili, rischio di decomposizione violenta o detonazione solamente se innescate con una forte fonte di energia o confinata. Reagiscono esplosivamente con l'acqua o possono detonare se urtate con forza (es., fluoro). | COR                                                                                             | Corrosivo (es. acido solforico, idrossido di potassio) |
| 3                   | Instabili, rischio di decomposizione violenta o detonazione solamente se innescate con una forte fonte di energia o confinata. Reagiscono esplosivamente con l'acqua o possono detonare se urtate con forza (es., fluoro). | ACID                                                                                            | Acidi (es. acido cloridrico) |
| 2                   | Instabili, reazione violenta ad elevate temperature o pressioni, reagiscono violentemente con l'acqua o formano gas esplosivi a contatto con essa (es., fosforo, potassio, sodio).                                         | ACID                                                                                            | Acidi (es. acido cloridrico) |
| 2                   | Instabili, reazione violenta ad elevate temperature o pressioni, reagiscono violentemente con l'acqua o formano gas esplosivi a contatto con essa (es., fosforo, potassio, sodio).                                         | ALK                                                                                             | Basi (es. potassio) |
| 1                   | Normalmente stabili ma possono diventare instabili se sottoposti ad elevate temperature o pressioni o a contatto con l'acqua (es., acetilene).                                                                             | ALK                                                                                             | Basi (es. potassio) |
| 1                   | Normalmente stabili ma possono diventare instabili se sottoposti ad elevate temperature o pressioni o a contatto con l'acqua (es., acetilene).                                                                             | BIO                                                                                             | Rischio biologico (es., ebola) |
| 1                   | Normalmente stabili ma possono diventare instabili se sottoposti ad elevate temperature o pressioni o a contatto con l'acqua (es., acetilene).                                                                             | ☢                                                                                               | indica una sostanza radioattiva (es., plutonio, uranio) |
| 0                   | Normalmente stabili, anche se sottoposte ad intenso calore, non reattive a contatto con l'acqua (es., elio). | ☢                                                                                               | indica una sostanza radioattiva (es., plutonio, uranio) |
| 0                   | Normalmente stabili, anche se sottoposte ad intenso calore, non reattive a contatto con l'acqua (es., elio). | CRY                                                                                             | Criogenico |

Nota: Solo i simboli W e OX/OXY fanno ufficialmente parte dello standard NFPA 704, ma altri simboli più specifici possono essere usati in via non ufficiale. L'uso di simbologie non standardizzate è permesso, obbligatorio o vietato dalle autorità competenti (Vigili del Fuoco).

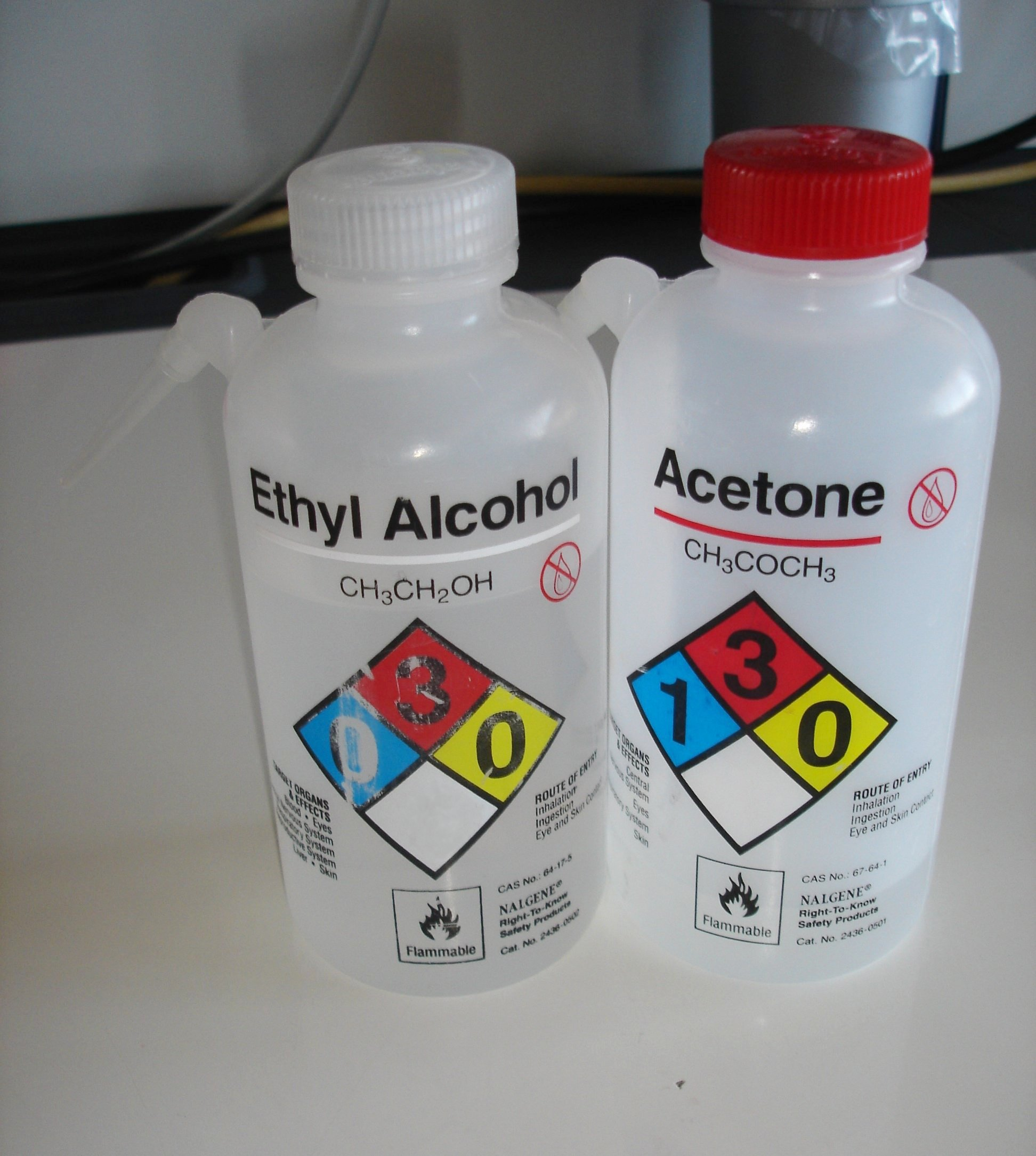
Due flaconi contrassegnati con la simbologia NFPA 704.